# Sam Coslow
Sam Coslow (New York, 27 dicembre 1902 – Bronxville, 2 aprile 1982) è stato un paroliere, compositore e editore statunitense.
Fu autore di canzoni diventate classici del jazz (come My Old Flame, Cocktails for Two, Sing You Sinners).

## Biografia
La sua carriera ebbe inizio nei primi anni venti scrivendo canzoni sia per artisti (ad esempio Al Jolson), sia per Broadway.
Dal 1929 (fino al 1938) fu messo sotto contratto dalla Paramount Pictures ad Hollywood, collaborando con vari compositori alla stesura di canzoni che divennero in seguito popolarissime, ma anche di musical.
Nei primi anni quaranta produsse per la MGM alcuni musical e cortometraggi, vincendo tra l'altro il suo primo Academy Award nel 1944 con il corto Heavenly Music.
Con il compositore Arthur Johnston creò centinaia di brani musicali destinati a rimanere indelebili nel tempo e interpretati da popolari artisti sia in ambito jazz che in quello pop.
Fu anche attivo sia come produttore cinematografico ed editoriale (attività svolta prevalentemente nel secondo dopoguerra, dopo il suo definitivo ritiro come autore musicale), che come analista di mercato.
Sposato con l'attrice Esther Muir (dal 1934 al 1948) ebbe una figlia, Jacqueline Coslow, pure lei attrice.

## Canzoni scritte o composte
- Adios Americano (Sam Coslow)
- Affair with a Stranger (Kiss and Run) (Sam Coslow)
- After You (Sam Coslow / Al Siegel)
- All the King's Horses (Sam Coslow / Max Terr / Sam Coslow / Milan Roder / Heinz Roemheld / John Leipold)
- All's Well in Coronado by the Sea (Sam Coslow / Richard Whiting)
- Alligator Named Daisy (Sam Coslow / Stanley Black)
- Alls Well That Ends Well (Sam Coslow / Con Conrad)
- Alma Mater (Sam Coslow / Arthur Johnston)
- Annapolis Farewell (Sam Coslow)
- Any Place Is Paradise (Sam Coslow / Stephen Pasternacki)
- As Long as They're Happy (Laugh or Cry) (Sam Coslow)
- At a Little Hot Dog Stand (Sam Coslow / Larry Spier)
- Be Careful Young Lady (Sam Coslow)
- Beautiful Buxom Barmaid (Sam Coslow / Wilhelm Grosz)
- Bebe (Sam Coslow / Abner Silver)
- Beethoven, Mendelssohn and Liszt (Sam Coslow)
- Belle of the Nineties (Sam Coslow / Arthur Johnston)
- Beloved Bachelor (Sam Coslow)
- Beside a Moonlit Stream (Sam Coslow / Friedrich Hollaender)
- Beware My Heart (Sam Coslow)
- Black Moonlight (Sam Coslow / Arthur Johnston)
- Blonde Venus (Sam Coslow / Frankie Harling / John Leipold / Ralph Rainger)
- Blue Fandango (Sam Coslow)
- Blue Mirage (Sam Coslow / Leonard Olias Lotas)
- Boo Boo Boo (Sam Coslow / Arthur Johnston)
- Brazilian Love Song (Sam Coslow / Arthur Johnston) a volte con il titolo di Brasilena
- Buckin' the Wind (Sam Coslow / Arthur Johnston)
- C'est la vie, c'est l'amour (Sam Coslow / Richard Williams)
- Can't You Hear That Mountain (Sam Coslow)
- Champagne Waltz (Sam Coslow)
- Cocktalis for Two (Sam Coslow / Arthur Johnston)
- College Humor (Sam Coslow / Arthur Johnston)
- College Scandal (Sam Coslow)
- Copacabana (Sam Coslow / Edward Ward)
- Coronado (Sam Coslow / Richard Whiting)
- Crazy Little Mixed Up Heart (Sam Coslow)
- (The) Crocodile Straw (Sam Coslow)
- Crooner's Lullaby (Sam Coslow / Arthur Johnston)
- Cubanella (Sam Coslow / Alberto Rizzi)
- Daddy Won't You Please Come Home (Sam Coslow)
- Dance of Life (Sam Coslow / Leo Robin / Richard Whiting) a volte con i titoli di Cuddlesome Baby o Mightiest Matador
- Dancing the Viennese (Sam Coslow)
- Day without You (Sam Coslow / Arthur Rebner)
- Day You Came Along (Sam Coslow / Arthur Johnston)
- Delighted to Meet You (Sam Coslow)
- Do I Know What I'm Doing (Sam Coslow / Leo Robin / Richard Whiting)
- (Does She Love Me?) Positively, Absolutely (Sam Coslow / Jean Herbert)
- Don't Take That Black Bottom (Sam Coslow / Addy Britt / Harry Link)
- Down on the Isle of Oomph (Sam Coslow / Richard Whiting)
- Down the Old Ox Road (Ox Road) (Sam Coslow / Arthur Johnston)
- Dream of All My Dreams (Sam Coslow / Ralph Rainger)
- Dreaming Out Loud (Sam Coslow)
- Easy on the Eyes (Sam Coslow)
- Ebony Rhapsody (Sam Coslow / Arthur Johnston)
- Every Days a Holiday (Sam Coslow / Barry Trivers)
- Everybody Loves Somebody, Sometime (Sam Coslow / Kermit Lane / Irving Taylor)
- Everyone Knows It But You (Sam Coslow / Arthur Johnston)
- Fare Thee Well (Sam Coslow)
- Farewell to Arms (Sam Coslow / Newell Chase / Leo Robin)
- Fatal Lady (Sam Coslow / Victor Popular Young)
- Fifi (Sam Coslow)
- First Love (Pourquoi chercher) (Sam Coslow)
- Five Little Miles from San Bernardino (Sam Coslow)
- (The) Flippity Flop (Sam Coslow / Leo Robin / Richard Whiting)
- For Better, for Worse (Sam Coslow)
- For You, for Me (Sam Coslow, N. Chase)
- Four Hours to Kill (Sam Coslow / Arthur Johnston)
- From Hell to Heaven (Sam Coslow / Arthur Johnston)
- Girl of the Ozarks (Sam Coslow / Friedrick Hollaender)
- Goin' to Town (Sam Coslow)
- Golden West and You (Sam Coslow)
- Good Mornin' (Sam Coslow) a volte con il titolo di Bonjour toi
- Got to Dance My way to Heaven (Sam Coslow)
- Grand Jury Secrets (Sam Coslow / Arthur Johnston)
- Have You Forgotten So Soon? (Sam Coslow / Edward Heyman / Abner Silver)
- Heartbroken and Lonely (Sam Coslow / Saul Bernie / Con Conrad)
- Heavenly Music (Sam Coslow)
- Hello Everybody (Sam Coslow / Arthur Johnston)
- Hello, Swanee, Hello (Sam Coslow / Addy Britt)
- Her Bodyguard (Sam Coslow / Arthur Johnston)
- Hoiriger Schottische (Sam Coslow / Wilhelm Grosz)
- Hollywood Boulevard (Sam Coslow)
- Hot Saturday (Sam Coslow / Arthur Johnston)
- Hot Voodoo (Sam Coslow / Ralph Rainger)
- How Can You Say Goodbye? (Sam Coslow / Peter De Rose / Robert Roden)
- How Do I Rate with You (Sam Coslow / Richard Whiting)
- I Adore You (Harry Bataille / Sam Coslow / Ballard MacDonald / René Yves August Mercier)
- I Ain't Got Nobody to Love (Sam Coslow / Abner Silver)
- I Don't Believe You (Sam Coslow / Larry Spier)
- I Don't Know Whether to Laugh or Cry (Sam Coslow)
- I Don't Need Atmosphere (Sam Coslow / Franke Harling)
- I Guess It Had to Be That Way (Sam Coslow / Arthur Johnston)
- I Haven't Got a Thing (Sam Coslow)
- I Hear a Call to Arms (Sam Coslow / Al Siegel)
- I Knew It Would Be This Way (Sam Coslow)
- I Love a Soldier (Sam Coslow / R. Dolan)
- I Met My Waterloo (Sam Coslow / Arthur Johnston)
- I Never Had a Dream (Sam Coslow / Henri René / Ralph Siegel)
- I Still Belong to You (Sam Coslow)
- I Want a New Romance (Sam Coslow / Burton Lane)
- I'd Love to Play a Love Scene (Sam Coslow)
- I'd Rather Be Me (Sam Coslow / Felix Bernard / Eddie Maxwell)
- I'd Rather Be Me, Out of This (Sam Coslow / Felix Bernard / Eddie Cherkose)
- I'd Rather Look at You (Sam Coslow)
- I'm Afraid to Waltz (Sam Coslow / Franke Harling)
- I'm in Love with Honorable Mr. So-and-So (Sam Coslow)
- I'm Just Wild About Animal Crackers (Sam Coslow / Harry Link, Fred Rich)
- (I'm Sitting Here, You're Sitting Here) What Are We Waiting For? (Sam Coslow / Little Jack Little)
- I've Got Some New Shoes (Sam Coslow / Walter Bullock / Richard Whiting)
- If I Put My Heart in My Song (Sam Coslow / Al Siegel)
- If I Were King (Sam Coslow / Newell Chase / Leo Robin)
- If You Can't Sing It You'll Have to Swing It (Mister Paganini) (Sam Coslow)
- In a Moment of Madness (Sam Coslow / Abner Silver)
- In My Little Hope Chest (Sam Coslow / Franke Harling)
- In the Middle of a Kiss (Sam Coslow)
- Is It Love or Infatuation (Sam Coslow / Friedrich Hollaender)
- Is This Our Last Night (Sam Coslow / Jeanne Marie Abbadie)
- Is This the Music of Love (Sam Coslow / Ralph Rainger)
- It Takes a Little Bit More (Sam Coslow / Felix Bernard / Eddie Cherkose)
- It's a Beautiful Day to Be Glad (Sam Coslow / Jack King)
- It's Love Again (Sam Coslow)
- It's on, It's Off (Sam Coslow / Al Siegel)
- It's Raining Sunbeams (Friedrich Hollaender / Sam Coslow)
- Jammin' (Sam Coslow)
- Je vous adore (Sam Coslow / Victor Popular Young)
- Just a Few Thrills Ago (Sam Coslow / Eddie Dunstedter)
- Just One More Chance (Ge mej en chans) (Sam Coslow / Arthur Johnston)
- Keep Your Fingers Crossed (Sam Coslow / Richard Whiting)
- Kinda Lonesome (Sam Coslow / Hoagy Carmichael / Leo Robin)
- (A) King Can Do No Wrong (Sam Coslow)
- King of Gamblers (Sam Coslow / Ralph Rainger)
- King of Jazzmania (Sam Coslow / Leo Robin / Richard Whiting)
- Kitten on the Keys (Sam Coslow / Edward Confrey)
- Klondike Annie (Sam Coslow)
- Ladies of the Dance (Sam Coslow / Leo Robin / Richard Whiting)
- Last Nights Gardenias (Sam Coslow)
- Lay Your Head on My Shoulder, Dear (Sam Coslow)
- Learn to Croon (Sam Coslow / Arthur Johnston)
- Let's Do the Copacabana (Sam Coslow / Edward Ward)
- Levine with His Flying Machine (Sam Coslow / Saul Bernie / Joseph Tanzman)
- Limehouse Nights (Sam Coslow)
- Little Angel Told Me So (Sam Coslow)
- (A) Little White Gardenia (Sam Coslow)
- Live and Love Tonight (Sam Coslow / Arthur Johnston)
- Liza's Eyes (Sam Coslow)
- Lonely Melody (Sam Coslow / Hal Dyson / Alfred Grunfeld / Benny Meroff)
- Lost Weekend (Sam Coslow / Victor Popular Young)
- Lotus Blossom (Sam Coslow / Arthur Johnston)
- Lovely One (Sam Coslow / Arthur Johnston)
- Make Believe Island (Nick Kenny / Charles Kenny / Sam Coslow / Will Grosz)
- Make Way for Tomorrow (Sam Coslow / Leo Robin / Jean Schwartz)
- Mama's in the Doghouse Now (Sam Coslow)
- Marahuana (Sam Coslow / Arthur Johnston) a volte con il titolo Lotus Blossom
- Me Without Names (Sam Coslow)
- Midnight Club (Sam Coslow)
- Mind Your Own Business (Sam Coslow)
- Moon Song (That Wasn't Meant for Me) (Sam Coslow / Arthur Johnston)
- (The) Moon Our Home (Sam Coslow / Friedrich Hollaender)
- Moonstruck (Sam Coslow / Arthur Johnston)
- (The) Morning After (Sam Coslow)
- Mountain Music (Sam Coslow)
- Murder at the Vanities (Sam Coslow / Arthur Johnston)
- Music in the Moonlight (Sam Coslow / Newell Chase / Jimmie Grier)
- My American Beauty (Sam Coslow / Arthur Johnston)
- My Crazy Little Mixed Up Heart (Sam Coslow)
- My Heart Was Doing a Bolero (Sam Coslow)
- My Heart's in the Heart of the West (Sam Coslow / Victor Young)
- My Old Flame (Sam Coslow / Arthur Johnston)
- My Queen of Lullaby Land (Sam Coslow / Arthur Johnston)
- Never Say a Day Goes By (Sam Coslow)
- Night Wind (Sam Coslow / Ralph Rainger)
- No One Man (Sam Coslow / Maria Grever)
- Now I'm a Lady (Sam Coslow / Sammy Fain / Irving Kahal)
- Old Curiosity Shop (Sam Coslow / Abner Silver / Guy Wood)
- Old Man, Hard Times, Make Way (Sam Coslow)
- Once More My Love, One More (Sam Coslow / Octave Cremieux / Norbert Faconi)
- One Kiss Away from Heaven (Sam Coslow / Armando Romeo)
- One Summer Night (Sam Coslow / Antonio Dvorak / Larry Spier)
- One Sunday Afternoon (Sam Coslow / Arthur Johnston)
- Our Dream Waltz (Sam Coslow)
- Our Gang Comedy (Sam Coslow / Larry Spier)
- Out in the Great Open Sky (Sam Coslow / Arthur Johnston)
- Out of This World (Sam Coslow)
- Panamania (Sam Coslow / Al Siegel)
- Paradise (Sam Coslow / Jack King)
- Paradise in Waltz Time (Sam Coslow / Friedrich Hollaender)
- Paris in Swing (Sam Coslow / Friedrich Hollaender)
- Pearson of Panamint (Sam Coslow / Ralph Rainger)
- Pickanninnies Heaven (Sam Coslow / Arthur Johnston)
- Pickle Puss (Sam Coslow)
- Plymates (Sam Coslow / James Dietrich / Larry Spier)
- Poppy (Sam Coslow / Friedrich Hollaender)
- Prison Farm (Sam Coslow)
- Pumpernickel (Sam Coslow)
- Red Red Roses and Pale White Moonlight (Sam Coslow)
- Remember Cherie (Sam Coslow / Pierre Connor / Jimmie Grier)
- Remember Last Night (Sam Coslow)
- Restless (Sam Coslow / Tom Satterfield)
- Right Guy for Me (Sam Coslow / Kurt Weill)
- Romance in the Dark (Sam Coslow / Gertrude Neisen)
- Rose Bowl (Sam Coslow / Arthur Johnston)
- Rose of the Rancho (Sam Coslow / Franke Harling)
- S'Nora How She Can Snora (Sam Coslow / Fred Fisher / Al Sherman)
- She's Still My Baby (Willie Raskin / Sam Coslow / Little Jack Little)
- Shoo Shoo Boogie Boo (Sam Coslow / Richard Whiting / Leo Robin)
- Sing You Sinners (Sam Coslow / Franke Harling)
- Sleep My Love (Sam Coslow)
- Something About Romance (Sam Coslow / Arthur Johnston)
- Song of the South (Sam Coslow / Arthur Johnston)
- Sooky (Sam Coslow / Jack King)
- Star Bright (Sam Coslow / Gustav Auerbach / Ralph Maria Siegel)
- Stop the Music (Sam Coslow)
- Stranger Things Have Happened (Sam Coslow)
- Strictly Personal (Sam Coslow / Arthur Johnston)
- Sudden Money (Sam Coslow)
- Supernatural (Sam Coslow / James Campbell / Con Conrad)
- Sweepin' the Clouds Away (Sam Coslow)
- Sweet Onion Time (Sam Coslow / Rosetta Duncan / Vivian Duncan)
- Sweetheart Time (Sam Coslow / Friedrich Hollaender)
- Sympathizin with Me (Sam Coslow / Arthur Johnston)
- Table in a Corner (Sam Coslow / Dana Suesse)
- Tabu (Sam Coslow / Franke Harling)
- Tarnished Lady (Sam Coslow)
- Te traigo flores (Sam Coslow / Maria Grever / Ralph Rainger)
- Tea on the Terrace (Sam Coslow)
- Tell Me More (Sam Coslow)
- Texas Ranger Song (Necessary) (Sam Coslow / Harry Behn)
- Thanks (Sam Coslow / Arthur Johnston)
- Thar She Comes (Sam Coslow)
- That's My Boy (Sam Coslow / C. Kisco)
- That's Southern Hospitality (Sam Coslow)
- There's a Happy Hunting (Sam Coslow)
- This Is the Night (Sam Coslow / Ralph Rainger)
- This Little Piggie Went to the Market (Sam Coslow / Harold Lewis)
- This Way Please (Sam Coslow / Al Siegel)
- Thrill of a Lifetime (Sam Coslow / Friedrich Hollaender / Carmen Lombardo)
- Tomorrow Night (Sam Coslow / Will Grosz)
- Tonight Is Dreamtime (Sam Coslow / Hal Borne)
- Tonight My Darling Tonight (Sam Coslow / Omer De Cock)
- Too Much Harmony (Sam Coslow / Arthur Johnston)
- Touchdown (Sam Coslow)
- Trouble in Paradise (Sam Coslow / Franke Harling)
- Troubled Waters (Sam Coslow / Arthur Johnston)
- True Blue Lou (Sam Coslow / Leo Robin / Richard Whiting)
- True Confession (Sam Coslow / Friedrich Hollaender)
- Turn Off the Moon (Sam Coslow)
- Twenty Million People (Sam Coslow / Arthur Johnston)
- Ucla Rally Song (Sam Coslow)
- Vagabound Dreams (Sam Coslow / Jack King)
- Virtuos Sin (Sam Coslow / Ralph Rainger / Max Terr)
- Voom Voom (Sam Coslow)
- Walter, Walter Wild Flower (Sam Coslow / William Raskin)
- Wanita, Wanna Eat, Wanna Eay (Sam Coslow / Al Sherman)
- Was It a Dream? (Sam Coslow / Larry Spier / Addy Britt)
- We've Come to the Copa (Sam Coslow)
- When My Prince Charming Comes (Sam Coslow)
- When a St. Louis Woman Comes Down to New York (Sam Coslow / Gene Austin, Arthur Johnston)
- When Erastus Plays His Old Kazoo (Sam Coslow / Sammy Fain / Larry Spier)
- When He Comes Home to Me (Sam Coslow / Leo Robin)
- Where Do They Come from and Where Do They (Sam Coslow / Arthur Johnston)
- Where Have I Heard That Mel (Sam Coslow / Arthur Johnston)
- Without Regret (Sam Coslow / Tom Satterfield)
- Woman Trap (Sam Coslow / Maria Grever)
- You and Me (Sam Coslow / Phil Goutelje / Kurt Weill)
- You and Who Else (Sam Coslow)
- You Didn't Know the Music (Sam Coslow)
- You Little So and So (Sam Coslow / Leo Robin)
- You Started Something (Sam Coslow)
- You Took My Breath Away (Sam Coslow / Richard Whiting)
- You Want Lovin' But I Want Love (Sam Coslow / Jack Osterman / Larry Spier)
- You Were Only Romancing (Sam Coslow)
- You'll Fall in Love in Venice (Sam Coslow / Franke Harling)[3][4]